# La feria de Jalisco
La feria de Jalisco es una película de comedia musical mexicana de 1948 dirigida por Chano Urueta y protagonizada por Ramón Armengod, Ninón Sevilla y Perla Aguiar.

## Reparto
- Ramón Armengod
- Ninón Sevilla
- Perla Aguiar
- Andrés Soler
- Emma Roldán
- Aurora Walker
- Enrique García Álvarez
- José Eduardo Pérez
- Alicia Ravel
- José Pulido